# Heinrich Gley
Heinrich Gley (ur. 16 lutego 1901 w Rödlin, zm. 1985) – niemiecki pielęgniarz, SS-Oberscharführer, uczestnik akcji T4, członek personelu obozu zagłady w Bełżcu i obozu pracy w Poniatowej, zbrodniarz hitlerowski. Był sądzony w procesie załogi Bełżca, lecz prowadzone przeciwko niemu postępowanie zostało umorzone.

## Życiorys
Urodził się w miejscowości Rödlin w Meklemburgii. Po ukończeniu szkoły podstawowej pracował jako robotnik rolny. Od 1929 lub 1934 roku wykonywał zawód pielęgniarza psychiatrycznego. W 1932 roku został członkiem NSDAP, dwa lata później wstąpił do SS.
W grudniu 1939 roku został przydzielony do personelu akcji T4, czyli tajnego programu eksterminacji osób psychicznie chorych i niepełnosprawnych umysłowo. Początkowo służył w „ośrodku eutanazji” w Grafeneck, a od lata 1940 roku w ośrodku na Zamku Sonnenstein nieopodal Pirny. W obu tych miejscach pełnił funkcję szefa personelu pielęgniarskiego. Jego głównym zadaniem było nadzorowanie transportu ofiar, które przewożono z różnych zakładów psychiatrycznych do „ośrodków eutanazji”. Zimą 1941/42 roku w mundurze Organizacji Todt służył na froncie wschodnim (okolice Wiaźmy). Oficjalnie jego zadaniem była opieka nad rannymi żołnierzami.
Podobnie jak wielu innych weteranów akcji T4 został przeniesiony do okupowanej Polski, aby wziąć udział w eksterminacji Żydów. We wrześniu 1942 roku rozpoczął służbę w ośrodku zagłady w Bełżcu. Sprawował nadzór nad obozową rampą oraz nad „rozbieralnią”, w której Żydzi udający się do komór gazowych musieli rozebrać się do naga i oddać wszystkie wartościowe przedmioty. Wykazywał się znacznym okrucieństwem. Często na ochotnika przeprowadzał egzekucje w obozowym „lazarecie”. Po wojnie utrzymywał jednak, że otrzymał to zadanie za karę, po tym, gdy w czasie incydentu z udziałem ukraińskich strażników przypadkowo zastrzelił innego esesmana, Fritza Jirmanna (1 marca 1943).
W połowie grudnia 1942 roku obóz w Bełżcu zaprzestał przyjmowania transportów, a jego załodze powierzono zadanie wydobycia i spalenia blisko 450 tys. zwłok, które pogrzebano na terenie obozu. Gley bezpośrednio nadzorował żydowskie komando, które wykonywało tę pracę. Latem 1943 roku, po ostatecznej likwidacji ośrodka zagłady, został przeniesiony do obozu pracy dla Żydów w Poniatowej. Tam również wykazywał się dużym okrucieństwem wobec więźniów. W listopadzie 1943 roku w związku z akcją „Erntefest” wszyscy przebywający w obozie Żydzi zostali wymordowani. Gley nadzorował spalenie ich zwłok.
W grudniu 1943 roku, podobnie jak większość weteranów akcji „Reinhardt”, został przeniesiony do Einsatz R operującej na wybrzeżu Adriatyku. Zadaniem tej jednostki była likwidacja miejscowych Żydów oraz walka z jugosłowiańską i włoską partyzantką. Do lipca 1944 roku służył w obozie koncentracyjnym, który funkcjonariusze Einsatz R urządzili w nieczynnej łuskarni ryżu Risiera di San Sabba w Trieście. W ostatnim okresie wojny służył w Waffen-SS jako instruktor w pułku szkoleniowym w Pradze. W maju 1945 roku dostał się do amerykańskiej niewoli. Z obozu jenieckiego został zwolniony pod koniec grudnia 1947 roku. Pracował w Münster jako murarz. W 1958 roku przeszedł na rentę.
Był jednym z ośmiu byłych esesmanów sądzonych w procesie załogi Bełżca. W sierpniu 1963 roku zachodnioniemiecka prokuratura postawiła mu zarzut pomocnictwa w zamordowaniu co najmniej 170 tys. Żydów. Podobnie jak pozostali oskarżeni nie zaprzeczał swojemu udziałowi w Zagładzie, twierdził natomiast, że działał pod przymusem, nie mając możliwości sprzeciwienia się rozkazom przełożonych lub uzyskania przeniesienia z Bełżca. Argumenty te zostały zaakceptowane przez sąd krajowy w Monachium, który postanowieniem z 30 stycznia 1964 roku umorzył postępowanie przeciwko Gleyowi i sześciu innym oskarżonym. 
Zmarł w 1985 roku.